# Irena Car
Irena Car (ur. 17 stycznia 1966) – polska lekkoatletka, specjalizująca się w pchnięciu kulą, halowa mistrzyni Polski.

## Kariera sportowa
Była zawodniczką AZS-AWF Wrocław.
Na mistrzostwach Polski seniorek na otwartym stadionie zdobyła jeden medal w pchnięciu kulą – srebrny w 1989. W halowych mistrzostwach Polski seniorek zdobyła trzy medale w pchnięciu kulą: złote w 1987 i 1989 oraz srebrny w 1988.
Rekord życiowy w pchnięciu kulą: 16,73 (20.08.1988).